# 并趾畸形
并趾畸形是两个或多个指融合在一起的情况。常見於哺乳动物身上，如合趾猿和雙門齒目动物，但在人类中是一种不寻常的病症。 

## 分类
并指畸形可以是单纯的，也可以是复合的。

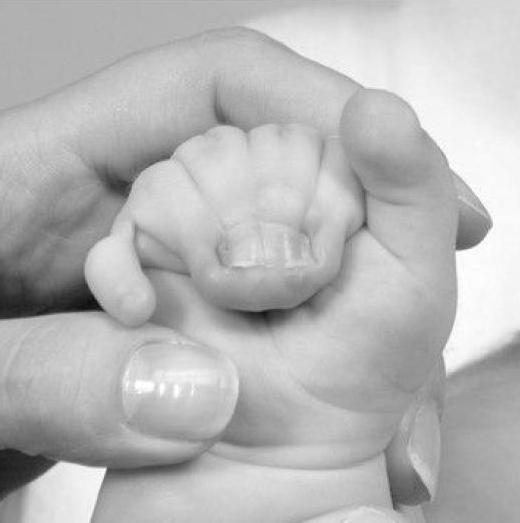
一个并指畸形患者的几根合并的手指

- 在单纯并指畸形中，邻近的手指或脚趾被软组织连接起来。
- 在复合并指畸形中，相邻指的骨互相融合。袋鼠 呈现出复杂并指畸形。

并指畸形可以是完全或不完全的。

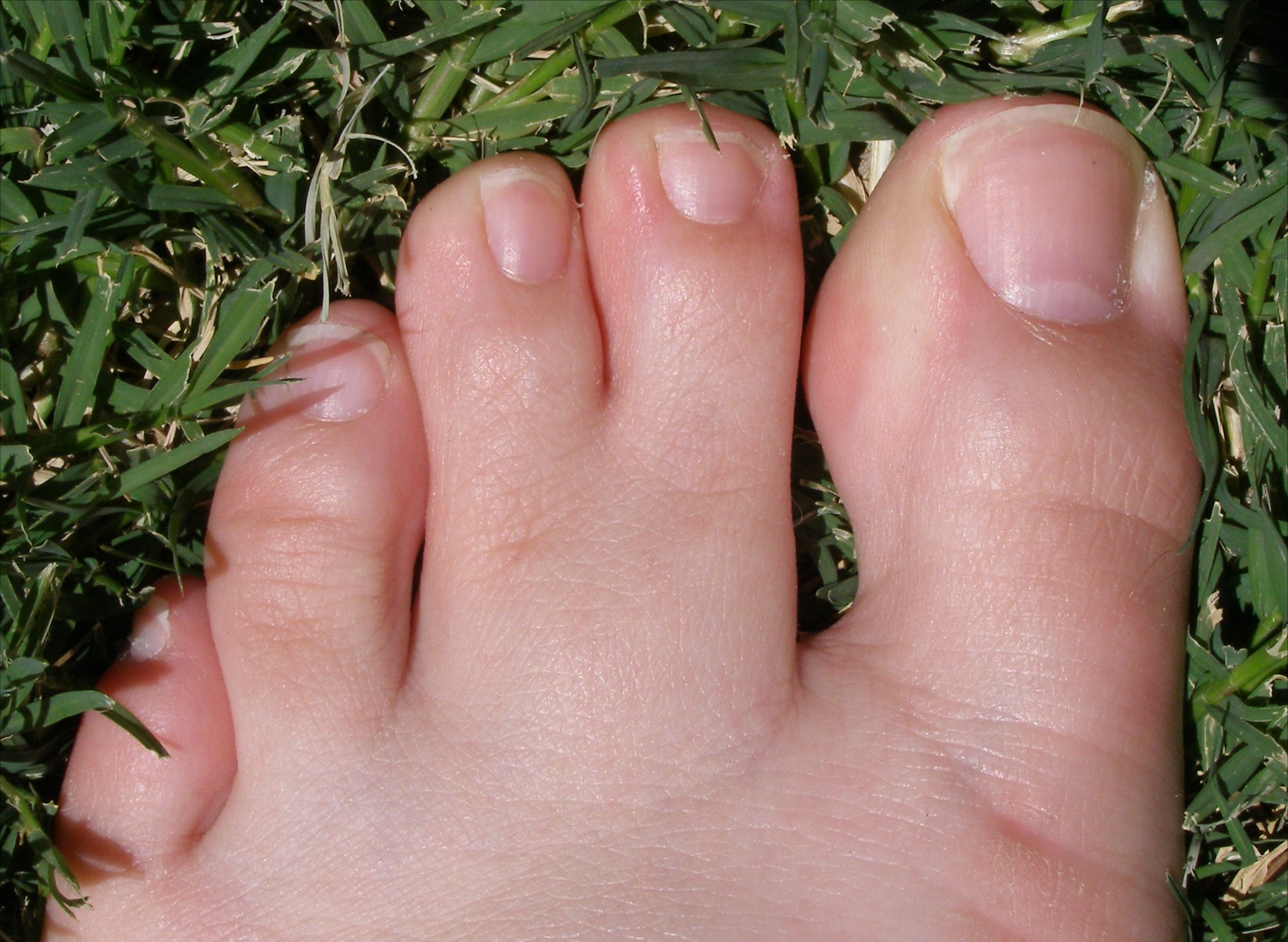
部分单纯并指畸形的第二和第三个脚趾

- 在完全并指畸形中，直到指尖的所有皮肤都完全相连。
- 在不完全并指畸形中，只有部分长度的皮肤相连。

复合并趾畸形常常作为综合症的一部分（例如亞伯氏症）发生，并且通常涉及比单纯并趾畸形更多的指。 
孔状并指畸形，也称为或末端并指畸形，指的是指的皮肤大部分都相连，但在近端存在一个皮肤正常的空隙。这类并趾畸形在羊膜带综合症中存在。
单纯并趾畸形可以是完整的或部分的，并且在出生时存在（先天性）。在人类早期胎儿发育过程中，脚趾和手指的蹼（并指）是正常的。在妊娠约6周时，称为音猬因子（SHH）的蛋白质介导了细胞凋亡的发生，溶解了手指和脚趾之间的组织，因此蹼消失了。在部分胎儿中，该过程并非在所有手指或脚趾之间完全发生，因此一些蹼残留了下来。

## 遗传学
已经在人类中鉴定出五种类型的并趾畸形。与这些类型相关的相应基因座及其常见的表型表达如下：
- I型 ：2q34-q36；[4]并指发生在中指和无名指之间和/或第二和第三脚趾之间。
- II型 ：2q31；[5]同时涉及中指和手指，但其间有第六根手指合并。
- III型 ：6q21-q23；小指被合并到无名指中。
- IV型 ：7q36；[6]涉及所有手指和/或脚趾。
- V型 ：2q31-q32；类似于I型，但掌骨和跖骨也可以融合。

## 治疗

### 时机
拇指/食指或无名指/小指的并指通常在年幼时进行治疗，以防止生长过程中较长的手指向较短的手指弯曲。通常，这些手指的并指在六个月大时进行治疗。对其他手指并指的治疗是选择性的，并且更常在18-24个月大、手指已经生长时进行治疗。

### 技术
因为并指的周长小于两个分开手指的周长，所以一旦手术时将它们分开，就没有足够的皮肤覆盖两个手指。因此，外科医生必须在手术时将新皮肤植入此处。这通常是通过皮肤移植（来自腹股沟或前肘）完成。皮肤也可通过活化手背上皮肤来获得（称为“无移植”并指矫正），这需要在手术前的几个月内进行计划。

### 并发症
并趾畸形校正最常见的问题是，皮肤随时间的推移向指尖移动。这可能是由于手指之间修复位置的张力。可能需要额外的手术来纠正这一点。使用皮肤移植物的一个不足是，手术后的几年中移植的皮肤会变暗并变得更加明显。此外，如果从腹股沟区域收集皮肤，则皮肤可能会生长毛发。最后，手指可能会在手术后偏移。这最常见于符合并趾畸形（当指骨融合时）。

## 历史
并趾畸形最早作为出生异常或烧伤创伤，可以追溯到安达卢西亚穆斯林外科医生宰赫拉威 （公元1013年），在西方被称为Abulcasis。 安布鲁瓦兹·帕雷也在十六世纪对此进行了描述。 